# Glypta decepta
Glypta decepta là một loài tò vò trong họ Ichneumonidae.